# مشکین‌گربه تاج‌دار
مشکین‌گربه تاج‌دار (نام علمی: Genetta cristata) نام یک گونه از سرده مشکین‌گربه است.